# 탈로칸
탈로칸(페르시아어/파슈토어:طالقان Tāleqān 또는 Tāluqān로도 표기됨)은 타하르주의 주도로, 아프가니스탄 북동부에 위치하고 있다. 탈루콴 지구에 속해 있다. 인구는 2006년 기준으로 196,400명이다.

## 역사

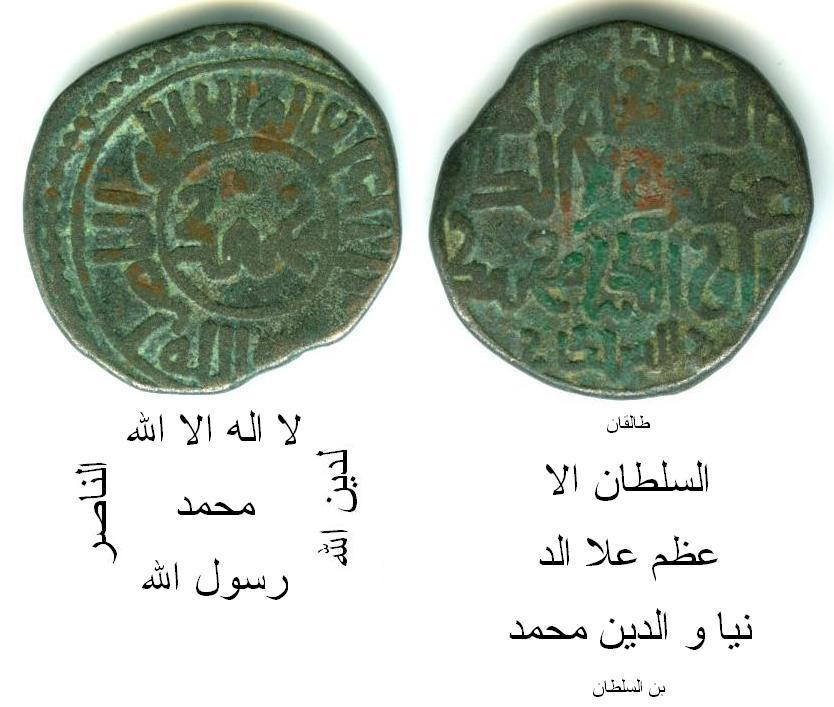
알라 웃딘 무함마드 (1200-1220)의 임기 동안 탈로칸 지역에서 발행된 동전. 알라 웃딘 무함마드는 칭기즈 칸의 침공에 시달렸다.

강변 서쪽에 위치했던 옛 시가지는 서기 1275년 마르코 폴로에 의해 이렇게 기록되었다:
"타이칸이라고 불리는 성에는 굉장한 옥수수 장터가 있었으며, 나라 주변이 매우 생산적인 분위기였다. 성 남쪽에 이어져 있는 언덕은 매우 넓고 우뚝하였다. 모두 하얀 소금으로 이루어져 있었으며, 매우 단단하고 세계에서 찾을 수 있는 것 중 가장 순수하게 느껴졌다. 소금은 너무나 단단하여, 오직 엄청난 철망치들로 깨뜨릴 수 있었다. 개수가 엄청나 세상 모든 나라들이 쓸 수 있을 것만 같았다."
1603년에 또다른 유럽인 탐험가 벤투 드 고이스가 카불에서 사처 현 (당시 카스 시의 수도였던)으로 마차를 통해 여행하다 탈로칸을 방문한다.

## 최근 역사

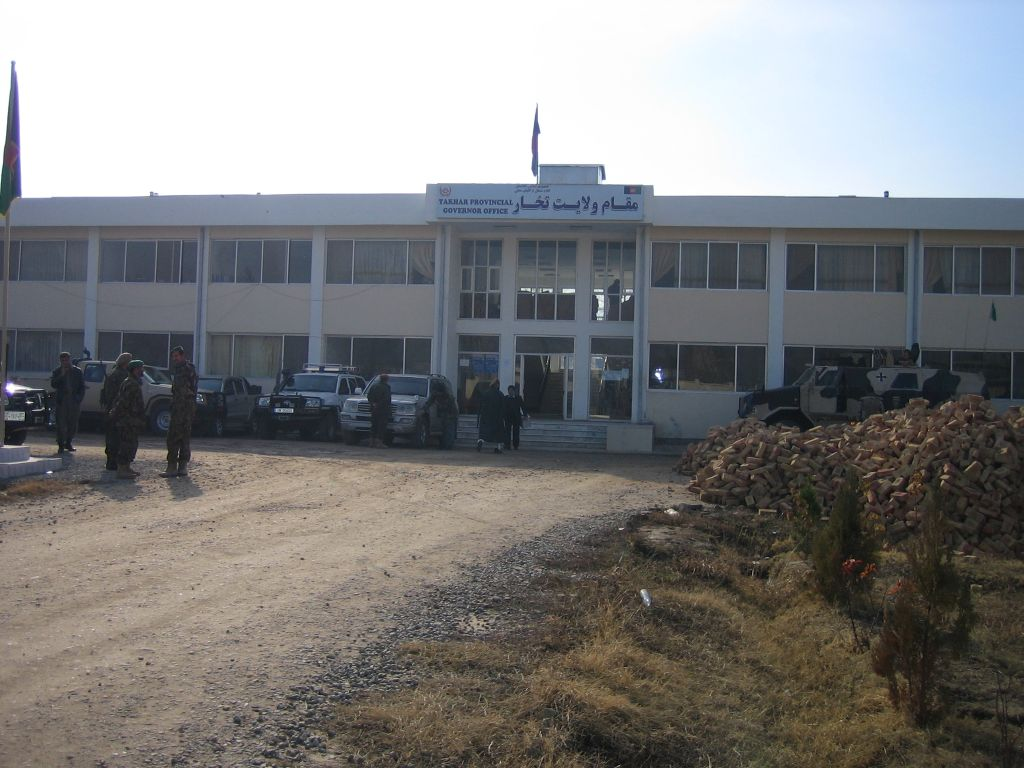
탈로칸에 소재한 타하르 주지사 사무실

탈로칸은 2001년 1월 수백명의 민간인의 목숨을 앗아간 포위 작전이 실행되기 이전에 탈레반의 마지막 주요 도시였다. 탈레반이 탈로칸을 점유할 당시 대형 인구 유출이 일어나 수많은 민간인들이 이맘 사힙과 판사르 계곡으로 피난하였다. 비정규 북부동맹 군인들이 도시의 북부와 동부 지역에 탈레반이 진입하는 것을 막으려 하였으나, 끝내 다시 수복하지 못하였다. 2001년 11월 탈로칸에서는 북부 연맹 군인들에 의해 대학살이 일어났는데, 이후 70명의 여성과 어린이 시신들이 묻힌 공동묘지가 발견되었으며, 그들은 어떠한 다른 이유 없이 단지 자신들의 가족이 전쟁 포로이거나 파슈툰인이었다는 이유에서 잔인하게 살해당하였다.

## 기후
| Taloqan의 기후           | Taloqan의 기후 | Taloqan의 기후 | Taloqan의 기후 | Taloqan의 기후 | Taloqan의 기후 | Taloqan의 기후 | Taloqan의 기후 | Taloqan의 기후 | Taloqan의 기후 | Taloqan의 기후 | Taloqan의 기후 | Taloqan의 기후 | Taloqan의 기후 |
| 월                       | 1월            | 2월            | 3월            | 4월            | 5월            | 6월            | 7월            | 8월            | 9월            | 10월           | 11월           | 12월           | 연간           |
| ------------------------ | -------------- | -------------- | -------------- | -------------- | -------------- | -------------- | -------------- | -------------- | -------------- | -------------- | -------------- | -------------- | -------------- |
| 일평균 최고 기온 °C (°F) | 7.3 (45.1)     | 9.9 (49.8)     | 15.4 (59.7)    | 21.0 (69.8)    | 27.2 (81.0)    | 34.6 (94.3)    | 36.5 (97.7)    | 35.4 (95.7)    | 30.6 (87.1)    | 23.6 (74.5)    | 15.5 (59.9)    | 9.4 (48.9)     | 22.2 (72.0)    |
| 일일 평균 기온 °C (°F)   | 2.3 (36.1)     | 4.9 (40.8)     | 10.0 (50.0)    | 15.2 (59.4)    | 20.1 (68.2)    | 26.1 (79.0)    | 28.2 (82.8)    | 27.0 (80.6)    | 21.9 (71.4)    | 16.0 (60.8)    | 9.1 (48.4)     | 4.2 (39.6)     | 15.4 (59.8)    |
| 일평균 최저 기온 °C (°F) | −2.6 (27.3)    | −0.1 (31.8)    | 4.6 (40.3)     | 9.4 (48.9)     | 13.0 (55.4)    | 17.7 (63.9)    | 20.0 (68.0)    | 18.6 (65.5)    | 13.3 (55.9)    | 8.4 (47.1)     | 2.8 (37.0)     | −1.0 (30.2)    | 8.7 (47.6)     |
| 평균 강수량 mm (인치)    | 39 (1.5)       | 68 (2.7)       | 92 (3.6)       | 93 (3.7)       | 58 (2.3)       | 2 (0.1)        | 2 (0.1)        | 0 (0)          | 0 (0)          | 15 (0.6)       | 28 (1.1)       | 37 (1.5)       | 433 (17.0)     |
| 출처:                    |                |                |                |                |                |                |                |                |                |                |                |                |                |

## 같이 보기
- 타하르주
- 토카리스탄
- 박트리아